# Los proverbios de Durham
Los Proverbios de Durham es una colección de 46 proverbios medievales de varias fuentes. Se escribieron como una colección, en el siglo XI, en algunas páginas (páginas de 43 versos a 45 versos, entre un himnario y una colección de cánticos) de un manuscrito que originalmente se dejó en blanco. El manuscrito se encuentra actualmente en la colección de la Catedral de Durham, a la que fue donado en el siglo XVIII. Los Proverbios forman la primera parte del manuscrito. La segunda parte, a la que está vinculada, es una copia de la Gramática de Ælfric (menos su glosario). Cada proverbio está escrito en latín y en inglés antiguo, y el primero precede al segundo. La opinión de Olof Arngart es que los Proverbios estaban originalmente en inglés antiguo y traducidos al latín, pero esto ha sido disputado en un documento de conferencia por TA Shippey (Shippey, 1989).

## Origen
Si bien la introducción de Richard Marsden en The Cambridge Old English Reader discute los elementos esenciales de los Proverbios de Durham, aún queda mucho por aprender. Los Proverbios de Durham se encuentran en un manuscrito que se guarda en la biblioteca de la Catedral de Durham, por lo que se llaman los Proverbios de "Durham". Se cree que el hogar original del manuscrito fue en Canterbury . El manuscrito original de los Proverbios de Durham contiene copias de la obra de Ælfric . Varios de los proverbios también aparecen en obras posteriores del siglo XIII. Teniendo en cuenta la repetición de su uso, en tiempos posteriores y en trabajos futuros, destaca su importancia en la sociedad del siglo XI. Para cada uno de los proverbios de Durham, hay una versión latina. Los puntos en común entre la versión latina de los proverbios y la versión en inglés antiguo, en más de un manuscrito, sugieren que hubo una fuente común a partir de la cual se crearon los proverbios de Durham en inglés antiguo del latín.

## Antecedentes e historia
Se considera que los Proverbios de Durham se utilizaron para documentar los negocios cotidianos de la gente de la Inglaterra anglosajona. Los proverbios se usaron en escuelas monásticas para enseñar texto junto con otros textos como Disticha Catonis (también conocidos como "Dísticos de Catón") y una colección de inglés medio titulada Proverbios de Hendyng . Varios de los proverbios tienen paralelos dentro de otros proverbios enumerados a continuación, así como el inglés antiguo Disticha Catonis y los proverbios de Hendyng. A pesar de su uso, la fuente de estos proverbios es ampliamente debatida y aún se considera desconocida.[cita requerida]
Las notas de Olof Arngart sobre los Proverbios de Durham dicen que algunos de los proverbios tienen una referencia bíblica. El libro de Proverbios en la Biblia se asemeja a los Proverbios de Durham al proporcionar enseñanzas sobre la moral para una sociedad de su tiempo. Los "Dísticos de Catón" también fueron influenciados por los Proverbios de Durham, que a su vez influyeron en el cristianismo. El primero de los Proverbios de Durham se puede ver incluso en el Dístico de Catón 23.

## Propósito
Los Proverbios de Durham comprenden una mezcla de verdaderos proverbios y máximas, y son más claros a este respecto, según el lingüista y antropólogo anglosajón Nigel Barley (Barley, 1972)  , que la colección de poemas en inglés antiguo titulados Las máximas son — siendo el estado de este último comparativamente poco claro. Según la Enciclopedia de la Edad Media, una máxima es una breve declaración que (como dice Laingui) "establece un principio general", que expone brevemente una regla litúrgica, legal, moral o política como un dispositivo mnemotécnico corto. Los Proverbios de Durham se llaman proverbios porque la colección tiene lo que Marsden llama "transferibilidad" al hombre.
Los proverbios de Durham no son tan serios como algunas de las máximas del inglés antiguo e incluso pueden considerarse humorísticos en algunas áreas. Los proverbios son similares a las fábulas o parábolas vistas en inglés moderno. Cada proverbio tiene una lección que enseñar, al igual que las fábulas y las parábolas. Es importante tener en cuenta el parecido de los proverbios con la poesía en inglés antiguo. Utilizando la aliteración y el ritmo, los proverbios muestran algunos de los primeros usos de palabras y frases, como "cwæþ se (þe)", que se traduce como "quoth he who", y luego se ve en más fuentes del inglés medio. Además de su importancia de adquirir conocimiento de la historia del inglés antiguo, los proverbios incluyen muchas palabras que no se ven en ningún otro lugar en los escritos del inglés antiguo. Arngart sugiere que el estudio de los proverbios "proporciona información sobre el folclor contemporáneo y la vida social".

## Los proverbios mismos
Los proverbios tienen sus raíces en la poesía gnómica, y muestran una relación en algunos lugares con Disticha Catonis y otras obras del corpus anglosajón sobreviviente. Las versiones en inglés antiguo son a veces (pero no siempre) aliterativas, o en forma de verso, y emplean las mismas fórmulas con " sceal " y " byþ " que otras obras. Sin embargo, tienen un sabor distintivo propio, una característica sobresaliente de las cuales es la expresión humorística que encarnan (como en el número 11, por ejemplo) — una cualidad que falta en los gnomos. Una característica aún más distintiva es con qué frecuencia los proverbios hacen eco del verso de otras obras, como el eco de The Wanderer en el número 23.
A continuación se muestran los primeros 25 proverbios de Durham: 
Geþyld byð middes ēades.

Frēond dēah feor ge nēah: byð near nyttra.

Æt þearfe mann sceal freonda cunnian.

Nafað ǣnigmann frēonda tō feala.

Beforan his frēonde biddeþ, sē þe his wǣdel mǣneþ.

Gōd gēr byþ þonne se hund þām hrefne gyfeð. 
"Es un buen año cuando el sabueso le da al cuervo".
Oft on sōtigum bylige searowa licgað.

Hwīlum æfter medo menn mǣst geþyrsteð.

Æ after leofan menn langað swīðost.

Nū hit ys on swīnes dōme, cwæð se ceorl sæt on eoferes hricge.

Ne swā þēah trēowde þēah þū teala ēode, cwæþ sē þe geseah hægtessan æfter hēafde geongan.  
"Sin embargo, no confiaría en ti aunque caminaras bien", dijo el que vio pasar a una bruja sobre su cabeza. 
Eall on mūðe þæt on mōde.

Gemǣne sceal māga feoh.

Man dēþ swā hē byþ þonne hē mōt swā hē wile.

Ne saga sagan, cwæð sē gesēah hwer fulne hēalena sēoþan. 
Marsden sugiere que hay una palabra que se ha omitido aquí y, por lo tanto, hay una traducción poco clara que podría tener varios significados. Cuando Marsden intentó comparar esto con la versión latina, fue bastante diferente. Marsden dice: "Hasta ahora, debemos aceptar la derrota en este caso".
Eaðe wīs man mæg witan spell and ēac secgan.

Blind byþ bām ēagum, sē þe brēostum ne starat.

Ðā ne sacað þe ætsamne ne bēoð.

Ne dēah eall sōþ āsǣd ne eall sār ætwiten. 
No sirve de nada (que) se diga toda la verdad ni se impute todo el mal. 
Para variaciones posteriores de este mismo proverbio, desde Chaucer hasta Horman 's Vulgaria, ver Whiting & Whiting 1968    .
Gyf þū well sprece, wyrc æfter swā.

Earh mæg þæt an þæt he him ondræde. 
Un cobarde solo puede hacer una cosa: miedo. 
" earh " significa cobarde aquí y se lo describe como tal en las obras contemporáneas ("timidorum militum" en De Virginitate de Aldhelm se traduce como "eargra cempana"), aunque el significado más general de la palabra en O.E. era "perezoso" o "perezoso" .
Nce sceal man tō ǣr forht nē tō ǣr fægen. 
Uno no debería tener miedo ni alegrarse demasiado pronto. 
El proverbio tiene ecos de The Wanderer ("nē tō forht nē tō fægen", 150). Los dos han sido traducidos de diversas maneras. T.A. Shippey, quien escribe el O.E. de los Proverbios como "ǣrforht" y "ǣrfægen", explica "contento demasiado pronto" como un significado optimista. La versión latina del proverbio es "nec ilico arrigens", que se traduce como "ni rápido de despertar" en lugar de "alegre" o "feliz" generalmente atribuido a la forma O.E. (Para una mayor exploración del latín por Arngart, ver Arngart 1983 )

Hwon gelpeð se þe wide siþað. 
Un poco se jacta de quien viaja mucho. 
Este proverbio se hace eco de los sentimientos expresados en la saga Freysgoða de Hrafnkels, a saber, que viajar al extranjero, donde uno es tratado como un adulto, estimula a los jóvenes a la autoconfianza, creyéndose "más grandes que los jefes" a su regreso a casa.

### Manuscrito original y republicaciones modernas
- Catedral de Durham ms B iii. 32 LUA 52; http://www.digipal.eu/digipal/page/1026/
- Olof Sigfrid Arngart, ed. (1956). The Durham Proverbs: An Eleventh Century Collection of Anglo-Saxon Proverbs. Lunds Universitets årsskrift, N.F., Avd.1, Lunds Universitet 52. Lund: Gleerup.

### Análisis académicos
- Arngart, Olof Sigfrid (1956). «A Note on the Durham Proverbs». English Studies 37: 259.
- Arngart, Olof Sigfrid (1977). «Further Notes on the Durham Proverbs». English Studies 58 (2): 101-104. doi:10.1080/00138387708597813.
- Arngart, Olof Sigfrid (1982). «Durham Proverb 23, and Other Notes on Durham Proverbs». Notes and Queries 29: 199-201. doi:10.1093/nq/29-3-199.
- Arngart, Olof Sigfrid (1983). «Durham Proverbs 17, 30, and 42». Notes and Queries 30: 291-292. doi:10.1093/nq/30-4-291.
- Cavill, Paul (1999). Maxims in Old English poetry. Boydell & Brewer. ISBN 978-0-85991-541-0.
- Hill, Thomas (2001). «"When the Leader Is Brave..."; An Old English Proverb and Its Vernacular Context». Anglia 119 (2): 232-236. doi:10.1515/ANGL.2001.232.
- Papahagi, Adrian (March 2005). «Another Source for the Old English Dict of Cato 73». Notes and Queries 52 (1): 8-10. doi:10.1093/notesj/gji104.
- Shippey, T. A. (1994). «Miscomprehension and Re-Interpretation in Old and Early Middle English Proverb Collections». ScriptOralia 58: 293-311.
  - also published as: Shippey, T. A. (1994). «Miscomprehension and Re-Interpretation in Old and Early Middle English Proverb Collections».  En Tristram, Hildegard L.C., ed. Text und Zeittiefe. Tübingen: Gunter Narr Verlag. pp. 293-311. ISBN 978-3-8233-4273-1.
- Shippey, T. A. (1989). The Distichs of Cato and the Durham Proverbs — a Comparison. Fourth conference of the International Society of Anglo-Saxons, Durham, 7–11 August 1989. Anglo-Saxon England 19 (1–3). Cambridge University Press. doi:10.1017/S0263675100001551.
- Shippey, T. A. (2000). «"Grim Wordplay": Folly and Wisdom in Anglo-Saxon Humour».  En Jonathan Wilcox, ed. Humour in Anglo-Saxon literature. Boydell & Brewer. pp. 41 et seq. ISBN 978-0-85991-576-2.
- Steiner, Arpad (1944). «The Vernacular Proverb in Mediaeval Latin Prose». The American Journal of Philology 65 (1): 37-68. JSTOR 291140. doi:10.2307/291140.
- Barley, Nigel (1972). «A Structural Approach to the Proverb and Maxim with Special Reference to the Anglo-Saxon Corpus». Proverbium 20: 737-750.
- Whiting, Bartlett Jere; Whiting, Helen Wescott (1968). Proverbs, sentences, and proverbial phrases: from English writings mainly before 1500. Cambridge, MA: Belknap Press of Harvard University Press.

- Datos: Q7731248